# Paesi Bassi ai Giochi della XXV Olimpiade
I Paesi Bassi parteciparono ai Giochi della XXV Olimpiade, svoltisi a Barcellona, Spagna, dal 25 luglio al 9 agosto 1992, con una delegazione di 201 atleti impegnati in venti discipline.

## Risultati

### Pallanuoto
| Atleta | Classifica |                        |
| --- | --- | ---------------------- |
| V · D · M Nazionale maschile olandese di pallanuoto · Giochi olimpici - Barcellona 1992 1 van de Bunt · 2 van Belkum · 3 van der Leden · 4 van der Meer · 5 Scherrenburg · 6 Nieuwenburg · 7 Issard · 8 de Vries · 9 Jansen · 10 Havekotte · 11 Wagenaar · 12 Pielstroom · 13 Brinkman · CT : Ivo Trumbić | 9° |                        |
| Nazionale maschile olandese di pallanuoto · Giochi olimpici - Barcellona 1992 | |                        |
| 1 van de Bunt · 2 van Belkum · 3 van der Leden · 4 van der Meer · 5 Scherrenburg · 6 Nieuwenburg · 7 Issard · 8 de Vries · 9 Jansen · 10 Havekotte · 11 Wagenaar · 12 Pielstroom · 13 Brinkman · CT: Ivo Trumbić                                                                                          | 1 van de Bunt · 2 van Belkum · 3 van der Leden · 4 van der Meer · 5 Scherrenburg · 6 Nieuwenburg · 7 Issard · 8 de Vries · 9 Jansen · 10 Havekotte · 11 Wagenaar · 12 Pielstroom · 13 Brinkman · CT: Ivo Trumbić | Paesi Bassi (bandiera) |